# دلبرجان آرمان شینواری
دلبرجان آرمان شینواری یک سیاست‌مدار اهل افغانستان است. وی والی (فرماندار) ولایت بادغیس افغانستان بود. وی از مارس ۲۰۰۹ تا ۱۹ سپتامبر ۲۰۱۲ این منصب را عهده‌دار بود.
| پیشین: محمد اشرف ناصری | فرماندار ولایت بادغیس، افغانستان مارس ۲۰۰۹ تا ۱۹ سپتامبر ۲۰۱۲ | پسین: محمد طاهر صبری |